# Leichtathletik-Europameisterschaften 1990/Marathon der Frauen

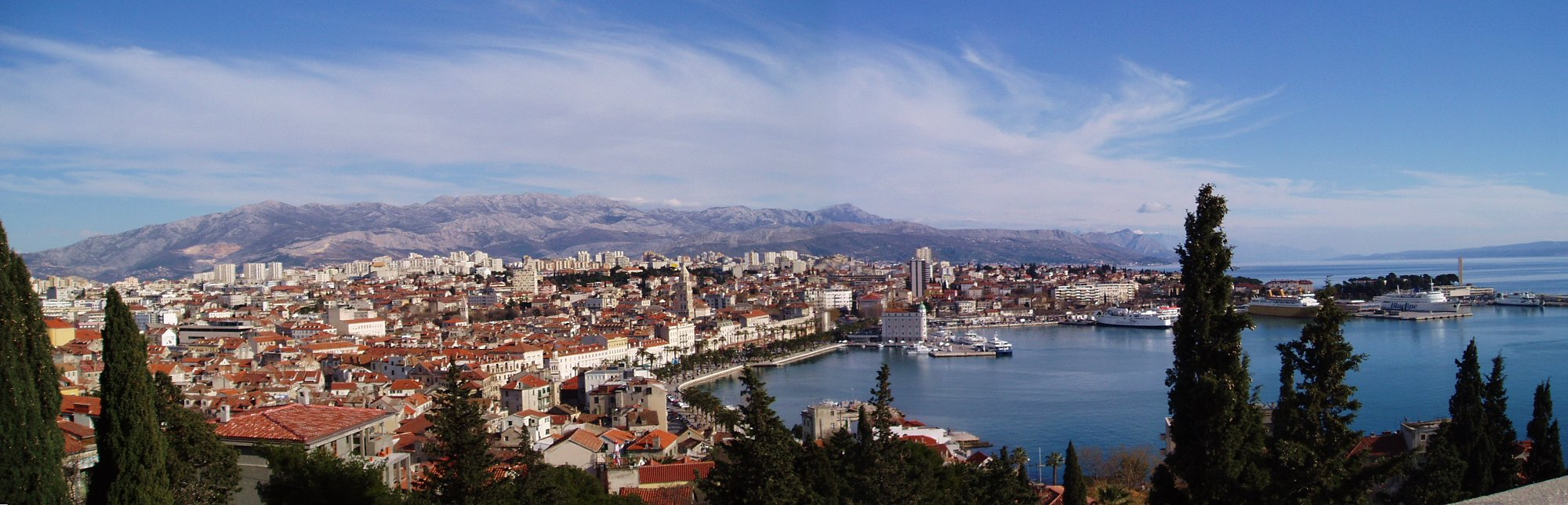
Panoramablick auf Split im Jahr 2006

Der Marathonlauf der Frauen bei den Leichtathletik-Europameisterschaften 1990 fand am 27. August 1990 in Split, Jugoslawien, statt.
Die Portugiesin Rosa Mota gewann das Rennen in 2:31:27 h. Auf den zweiten Platz kam Walentina Jegorowa aus der Sowjetunion. Die Französin Maria Rebelo errang die Bronzemedaille.

## Bestehende Rekorde / Bestleistungen
Anmerkung:
Rekorde wurden damals im Marathonlauf und Straßengehen wegen der unterschiedlichen Streckenbeschaffenheiten mit Ausnahme von Meisterschaftsrekorden nicht geführt.
| Weltbestzeit             | Ingrid Kristiansen | 2:21:06 h | London-Marathon 1985 | 21. April 1985  |
| Europäische Bestleistung | Ingrid Kristiansen | 2:21:06 h | London-Marathon 1985 | 21. April 1985  |
| Meisterschaftsrekord     | Rosa Mota          | 2:28:38 h | EM Stuttgart         | 26. August 1986 |

Der bestehende EM-Rekord wurde bei diesen Europameisterschaften nicht erreicht. Mit ihrer Siegzeit von 2:31:27 min blieb die portugiesische Europameisterin Rosa Mota 2:49 min über dem Rekord. Zur Welt- und Europabestleistung fehlten ihr 10:21 min.

## Ergebnis

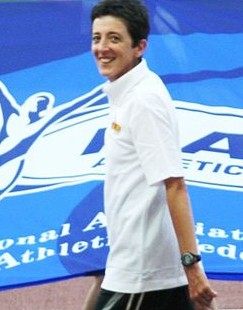
Europameisterin Rosa Mota, die alle drei bislang bei Europameisterschaften ausgetragenen Marathonläufe für sich entschied

| Platz | Athletin              | Land             | Zeit (h) |
| ----- | --------------------- | ---------------- | -------- |
|       | Rosa Mota             | Portugal         | 2:31:27  |
|       | Walentina Jegorowa    | Sowjetunion      | 2:31:32  |
|       | Maria Rebelo          | Frankreich       | 2:35:51  |
| 04    | Emma Scaunich         | Italien          | 2:37:19  |
| 05    | Judit Nagy            | Ungarn           | 2:37:46  |
| 06    | Françoise Bonnet      | Frankreich       | 2:37:55  |
| 07    | Sissel Grottenberg    | Norwegen         | 2:39:04  |
| 08    | Sylvianne Geffray     | Frankreich       | 2:39:21  |
| 09    | Ritva Lemettinen      | Finnland         | 2:39:42  |
| 10    | Maria Manuela Machado | Portugal         | 2:39:49  |
| 11    | Sally Eastall         | Großbritannien   | 2:41:37  |
| 12    | Christine Kennedy     | Irland           | 2:41:38  |
| 13    | Dimitra Papaspyrou    | Griechenland     | 2:41:47  |
| 14    | Johanna Homminga      | Niederlande      | 2:43:04  |
| 15    | Nicola McCracken      | Großbritannien   | 2:46:36  |
| 16    | Marina Prat           | Spanien          | 2:47:41  |
| 17    | Nelly Aerts           | Belgien          | 2:49:10  |
| 18    | Elizabeth Bullen      | Irland           | 2:53:45  |
| 19    | Suzana Ćirić          | Jugoslawien      | 2:54:05  |
| 20    | Susan Tooby           | Großbritannien   | 2:55:22  |
| 21    | Rumjana Panowska      | Bulgarien        | 2:56:46  |
| DNF   | Tijana Kršek          | Jugoslawien      |          |
| DNF   | Conceição Ferreira    | Portugal         |          |
| DNF   | Jelena Jovičić        | Jugoslawien      |          |
| DNF   | Alena Peterková       | Tschechoslowakei |          |
| DNF   | Kazjaryna Chramenkawa | Sowjetunion      |          |
| DNF   | Ljubow Klotschko      | Sowjetunion      |          |